# Dorcadion talyschense
Dorcadion talyschense är en skalbaggsart som beskrevs av Ludwig Ganglbauer 1884. Dorcadion talyschense ingår i släktet Dorcadion och familjen långhorningar.
Artens utbredningsområde är Iran. Inga underarter finns listade i Catalogue of Life.